# Salix nujiangensis
Salix nujiangensis är en videväxtart som beskrevs av N. Chao. Salix nujiangensis ingår i släktet viden, och familjen videväxter. Inga underarter finns listade i Catalogue of Life.